# Aprenentatge mòbil
L'aprenentatge mòbil, en anglès conegut com a Mobile Learning (M-learning), és la metodologia educativa on s'empren sistemes que permeten als usuaris comunicar-se sense haver d'estar connectats a les instal·lacions elèctriques. Aquest plantejament pedagògic usa les xarxes de comunicació necessàries per a obtenir objectius d'aprenentatge que poden ésser interessants pels docents. Els dispositius mòbils inclouen aquells aparells caracteritzats per la seva portabilitat, per tenir una mida reduïda, una capacitat de comunicació sense fils i permeten la interacció entre els usuaris.

## Definició
El Mobile Learning es diferencia de l'e-learning per un conjunt de trets tècnics com ara una pantalla més petita, un banc de xarxa reduït o bé poc espai d'emmagatzematge. Les metodologies didàctiques de l'e-learning i m-learning poden tenir la forma d'aplicacions o de pàgines web.
S'ha de tenir en compte que en el cas que s'incorporin les TIC per a fer les classes de la mateixa manera que en les metodologies didàctiques presencials, no es donarà un canvi pedagògic real i els resultats probablement seran els mateixos. Per això cal "redissenyar” el procés d'ensenyament-aprenentatge. És a dir, s'haurà de concebre una manera d'ensenyar, aprendre i avaluar. Tal replantejament del procés serà una eina educativa de primer ordre si va acompanyat d'una planificació i unes pautes i normes a seguir, les quals han d'estar ben establertes.
Segons Pachler, Bachmair i Cook, “es tracta d'entendre i saber utilitzar la nostra vida quotidiana com a espai d'aprenentatge". Aquesta perspectiva més educativa es reflecteix en definicions actuals, com la que proporciona el London Mobile Learning Group: “Mobile Learning no tracta de la distribució de continguts mitjançant dispositius mòbils, sinó sobre els processos de conèixer, operar i aprendre mitjançant contextos d'aprenentatge nous i canviants”.
Els aparells més destacats en l'àmbit de l'aprenentatge mòbil són: smartphones; portàtils i tauletes tàctils. Seguint aquesta línia, el m-learning és una extensió de l'e-learning que es realitza utilitzant dispositius computacionals mòbils.

## Història
L'aprenentatge mòbil va sorgir entre els anys 1970 i 1980. La difusió de la tecnologia portàtil i l'accés a xarxes sense fil des de qualsevol lloc ha fet possible en els últims temps aquest nou enfocament de l'aprenentatge electrònic. El concepte de l'aprenentatge mòbil és molt recent, principalment va sorgir als EUA on van aparèixer les primeres agendes electròniques en educació i es va començar a visualitzar com una realitat.
Les característiques dels telèfons mòbils augmenten cada cop més les seves possibilitats comunicatives, de multimèdia i ofimàtiques. D'aquest amanera, s'ha assolit l'adaptació de la tecnologia educativa als actuals reptes pedagògics.
Aquest aprenentatge mòbil és, per tant, el resultat de la intersecció de la computació mòbil i l'aprenentatge electrònic, amb què es crea l'aprenentatge personalitzat no solament en qualsevol moment, sinó també en qualsevol lloc i aprofitant diferents contextos educatius. Conseqüentment, l'eficàcia de l'aprenentatge mòbil és depèn de l'ús atribuït a les tecnologies mòbils.
Un punt determinant per a l'acceptació d'aquestes tecnologies per part de la comunitat docent dels nivells obligatoris (Educació primària i Educació secundària obligatòria) i post-obligatoris (un nivell universitari o ensenyaments no reglats), és la gran capacitat d'emmagatzematge i rapidesa d'accés que caracteritza aquests aparells. La capacitat d'adaptació a la matèria i la interacció flexible amb l'alumne així com la seva portabilitat fan que forçosament siguin acceptats.

## Xarxes socials i aprenentatge mòbil
Internet és un espai de creativitat i cada vegada hi ha un ús més extens de les xarxes socials. Les xarxes socials obren la possibilitat de participació i de creació i influència col·lectiva fent de l'aprenentatge un procés més autònom i flexible. A través del mòbil ens trobem que l'aprenentatge pot tenir lloc constantment i que l'ús del m-learning li dona a l'aprenent eines molt potents de creació i accés a la informació.  Les xarxes socials faciliten aquesta col·laboració i participació tant en l'aprenentatge no-formal com si s'usen internament en una aula o en processos més formals. S'han descrit avantatges de l'ús d'aquestes tant per als alumnes com per als professors, que veuen una gran finestra per compartir eines, coneixement i recursos. Les xarxes socials tenen un gran nombre d'usuaris i les utilitzem en el nostre dia a dia, per tant fer-ne un ús pedagògic d'aquestes facilita els processos d'adquisició de coneixements, apropant-los a la manera de fer dels aprenents.

## Usos
L'aprenentatge mòbil no és limita a l'àmbit educatiu, és creixent el seu ús en l'àmbit professional, personal, cultural. Per les seves característiques motivadores, per la seva acceptació, per la percepció positiva dels estudiants, l'aprenentatge mòbil és cada cop més present en la nostra vida. En l'àmbit empresarial els dispositius mòbils
- Sorgeix com un nou canal de comunicació
- Possibilita l'accés i la gestió de dades des de qualsevol lloc, fins i tot els llocs més remots.
- Espai de formació continua per als treballadors.

Quan parlem de m-learning, en qualsevol dels àmbits, (p.ex.: educació, empreses, ús personal, etc.) cal dir que és important saber adaptar les tecnologies als usuaris i destinataris. Disminuir l'impacte que significa la introducció d'aquestes tecnologies i les seves aplicacions facilitaran una millor experiència a l'hora d'utilitzar-les (UX),es crearan més oportunitats d'èxit i es generaran més seguidors.
- Autoaprenentatge: amb dispositius mòbils esta relacionat amb les aplicacions,per la seva capacitat motivadora i facilitat d'ús. Les aplicacions permeten accedir a la informació ràpidament.[19] Actualment és un dels usos més estesos de l'aprenentatge mòbil.
- Educació reglada: són els estudis impartits per una institució, regulats i organitzats des de l'administració educativa. El professorat pot introduir l'aprenentatge a partir de dispositius mòbils com un recurs complementari als materials tradicionals.
- Àmbit turístic: pot aplicar-se en museus, rutes d'interès cultural, visita a monuments d'interès general, etc.
- Formació corporativa: el seu ús es molt útil en empreses amb un nombre molt gran de treballadors i/o amb seus localitzades en diferents punts geogràfics. Es converteix en una manera ràpida de fer arribar la informació al personal. L'empresa Vivo utilitza aquest mètode per difondre ràpidament la informació relacionada amb vendes.[20]
- Àmbit comercial: consisteix en la utilització d'aplicacions mòbils amb la finalitat de motivar l'interès de l'usuari cap a un producte o servei, o provocar un canvi d'actitud.[21]

- Nous dispositius: avui en dia els dispositius utilitzats en l'àmbit de l'aprenentatge mòbil solen ser mòbils o tabletes.

## Tipus de projectes d'aprenentatge mòbil
L'aprenentatge mòbil permet la transmissió del coneixement utilitzant noves formes. Els docents podran utilitzar activitats diferents basades en projectes, que despertin la creativitat i el treball de col·laboració a partir d'aplicacions. Alguns exemples són:
- MyArtSpace (Learning with Phone Technology on Museum Visits Museum): el projecte MyArtSpace va ser finançat pel Departament de cultura del Regne Unit per millorar les experiències dels escolars durant les seves visites als museus.[23]
- AMULETS Arxivat 2020-10-16 a Wayback Machine. (Advanced Mobile and Ubiquitous Learning Environments for Teachers and Students): aquest projecte va explorar la manera de dissenyar, implementar i avaluar escenaris educatius innovadors on es combinen activitats a l'aire lliure i a l'interior amb el suport de la informàtica mòbil.[24] AMULETS es basa en la premissa que el disseny d'activitats innovadores d'aprenentatge mòbil s'hauria de guiar per escenaris d'aprenentatge col·laborador en un context recolzat per tecnologies mòbils en entorns genuïns que utilitzen la tecnologia omnipresent.
- Mobile Narrative Digital:[25] (mobileDN): incorpora un enfocament per a donar suport a la creativitat col·laboradora amb tecnologies mòbils. Implica la creació, des de la generació d'idees fins a la producció final, d'una narrativa digital (DN), multimèdia col·lectiva rodada íntegrament amb telèfons mòbils per un grup d'aprenents distribuïts. El projecte es basa en: el treball amb producció cinematogràfica digital a les escoles; un marc funcional per a l'aprenentatge mòbil que defensa aplicacions col·laboratives, construccionistes i contextuals.
- Dash & Dot robots:[26] Els robots Dash i Dot funcionen a través de diferents aplicacions per a dispositius portàtils iOS i Android. Les aplicacions es poden manejar i programar amb diferents propòsits educatius, d'entre els que en destaca la dinamització d'una activitat a través de la qual els robots han de superar un laberint que es pot construir a l'aula.

## L'aprenentatge de llengües basat en dispositius mòbils
La profunda transformació tecnològica a què actualment estan subjectes totes els àmbits de coneixement i productius de les societats avançades també ha tingut la seva inevitable repercussió a l'esfera educativa. El resultat més evident és la implementació de metodologies didàctiques basades en la integració estratègica de les Tecnologies de la Informació i la Comunicació (TIC) amb la finalitat de permetre la flexibilització i adaptació dels processos d'ensenyament-aprenentatge a les necessitats i interessos individuals. Aquest enfocament tecnopedagògic possibilita l'habilitació d'espais formatius desvinculats de marc escolar per a passar a establir ecosistemes d'aprenentatge personalitzats. Del mateix mode, també s'ha pogut assolir la reubicació i asincronicitat de les pràctiques educatives fonamentades en l'aplicació de dispositius mòbils per a millorar l'experiència d'aprenentatge. El resultat ha estat el posicionament de l'alumnat com a constructor del seu propi coneixement, i on el professorat ja sap prèviament les preferències en el tipus de recursos emprats i l'ús que se'n pot fer dels mateixos.
Els criteris metodològics que es presenten a continuació tenen la finalitat d'atribuir al propi alumnat de major autonomia i ulterior autoregulació en l'adquisició del coneixement amb l'ús planificat de recursos tecnopedagògic i metodologies vinculades:
- Ha d'assumir-se un enfocament metodològic que centri la seva eficàcia en el desenvolupament de les tasques a través dels fluxos de comunicació i la corresponent socialització, els quals són possibles gràcies a la hand-held mobile technology (tecnologia mòbil portable manualment). D'aqueta manera es permet un procés d'ensenyament-aprenentatge on es valora preliminarment l'ús donat als dispositius mòbils per assolir les fites educatius establerts inicialment. Igualment, cal integrar les aportacions de la perspectiva comunicativa, on s'emfatitza la necessitat de vincular els distints actors per a fer les corresponents transferències d'informació.
- Ha d'adoptar-se una metodologia que es fixa en la manera d'usar els recursos a més de flexibilitzar les parts del procés (p.ex.: un nombre més gran d'interaccions entre alumnes i d'aquests amb el docent responsable). Igualment, s'introdueixen altres accions relatives a l'ampliació dels espais educatius, els quals es poden implementar pel disseny d'escenaris alterns a l'escolar. S'ha demostrat que, aquests espais, poden oferir un benefici, en forma d'aprenentatge més efectiu.[30]
- Per a millorar l'aprenentatge es valora com a adient l'increment en la rapidesa de les interaccions (p.ex.: més implicació en les tasques per no ésser observats directament pel professor).
- La connectivitat social permet la major inclusió de tot l'alumnat en la dinàmica d'aprenentatge (p.ex.: la rellevància en l'ús amb finalitat educativa dels espais mediàtics virtuals coneguts pels estudiants).
- Ha de plantejar-se la inclusió del component lúdic en l'activitat dissenyada pel que es fomenta una major motivació intrínseca en els participants (p.ex.: la percepció en els alumnes de fer quelcom divertit i ajustat a les seves expectatives).

És oportú enumerar quatre factors metodològics que garanteixen la correcta progressió d'activitats educatives centrades en l'adquisició de llengües i que es fonamenten en l'ús d'aparells mòbils:
1. Primerament ha d'emfasitzar-se que el professorat ha de comptar amb competències i destreses tant per a ésser competents en l'orientació en l'aprenentatge de l'alumnat com per a saber utilitzar de manera experta els dispositius mòbils i entorns virtuals amb propòsits pedagògics.
2. Les persones responsables de conceptualitzar i executar les activitats educatives on s'emprin dispositius mòbils han de considerar les singularitats tècniques d'aquests recursos en la mesura que aquests tindran uns efectes concrets en el desenvolupament dels processos educatius i els resultats en els aprenentatges realitzats per l'alumnat que hagi emprat tals aparells.
3. Resulta necessari partir de la tesi que cada espai educatiu (sigui escolar o no) es basa en uns trets socials diferents. Tal fet condiciona l'aprenentatge del cada alumne.
4. En darrer lloc ha de fer-se una concreció suficientment detallada dels objectius, activitats i resultats esperats segons la tipologia d'activitat plantejada (p.ex: la pràctica de l'expressió oral en castellà per part d'alumnes estrangers a partir d'exercicis que fomentin la conversa i la interacció amb vídeos i altres continguts multimèdia).

D'acord als anteriors punts, i sobre la base de Marquès, es pot afirmar que l'experiència descrita segueix aportacions epistèmiques de teories de l'aprenentatge, de la comunicació a través de les TIC i la regulació cibernètica d'aquests processos. Analitzant l'aportació de cadascuna d'aquestes corrents, s'identifiquen les següents particularitats teòriques:
- Des d'una perspectiva curricular es pot apuntar la recurrència a l'anomenat model de pedagogia per objectius consistent en delimitar amb precisió tant les fites del que es vol que aprenguin els alumnes com els termes clau per tal d'enunciar les tasques proposades pels docents i que hauran de realitzar els alumnes.
- En termes semiòtics, pren rellevància l'enfocament comunicatiu plantejat per Weaver i Shanon,[33] el qual distingeix els principals elements que han d'estar integrats en tot context educatiu (participants en el procés interactiu i recursos tecnològics que el possibilitin), amb què s'evidencia el valor principal de la canalització de la comunicació mantinguda entre els subjectes amb a través dels mitjans habilitats per a tal finalitat.
- Quant a la importància de la Teoria general de sistemes i la cibernètica com a base conceptual en què es basa la implementació d'un conjunt estructurat d'elements conceptuals (p.ex.: objectius pedagògics), procedimentals (p.ex.: metodologies implementades) i organitzatius (p.ex.: alumnat).

Com a breu conclusió de l'estudi efectuat sobre l'experiència pedagògica triada, es pot apuntar que la combinació dels tres enfocaments identificats en l'experiència seleccionada és cosa que permet l'adscripció d'aquesta a un marc teòric que li confereixi validesa científica i funcionalitat operativa. 

## UNESCO: m-learning i aprenentatge
La UNESCO amb la col·laboració dels diferents governs implicats vol implantar l'aprenentatge mòbil en determinats països de l'Àfrica subsahariana per millorar l'educació i fer més accessible l'execució de l'agenda de desenvolupament sostenible 2030.
Les TIC aplicades a l'educació han evolucionat molt al llarg dels darrers anys és per això que cal implementar les possibilitats del procés d'ensenyament aprenentatge als racons més amagats del món, facilitant el dret a l'educació a major nombre de persones.
Aquest programa tracta d'analitzar les polítiques d'aprenentatge mitjançant dispositius mòbils per tractar de fomentar l'alfabetització de l'alumnat, millorar la capacitat dels docents i difondre les noves tecnologies entre els més vulnerables. L'aprenentatge amb petits dispositius pot arribar a ocupar un espectre gran dins de l'educació en els seus tres àmbits. Per altra banda, molts dels projectes existents avui dia destaquen per la seva elevada aplicació professional, en la mesura que compleixin els estàndards de qualitat que tant escoles, corporacions, i fins i tot usuaris domèstics requereixen.

## Característiques
Des de la perspectiva dels participants, l'aprenentatge mòbil es caracteritza pels següents aspectes:
- Ubiqüitat: Flexibilitat en l'emplaçament, que idealment és "en qualsevol lloc".
- Flexibilitat en la temporalització, que idealment és "en qualsevol moment".
- Flexibilitat en el dispositiu, ja que els cursos no estan dissenyats per a un tipus de dispositiu en concret.
- Continguts actualitzats.
- Disminució de la petjada ecològica.

A més a més ofereixen la possibilitat d'interaccionar de forma instantània entre professor i alumne i d'accedir al contingut més fàcil i funcionalment. La tecnologia mòbil afavoreix que els alumnes puguin compartir el desenvolupament de determinades activitats amb diferents companys i companyes, ja sigui creant grups, compartint dubtes o respostes, etc i a més a més, la tecnologia facilita l'aprenentatge exploratori ja que es pot aprendre sobre el terreny, explorant, experimentant i aplicant alhora el que s'aprèn la lliçó.
Si s'aprofundeix en aquesta línia, la UNESCO defineix unes característiques generals per a l'aprenentatge mòbil, entre les més destacables s'identifiquen les qüestions recollides al programa “Educación ara Todos” que entenen l'aprenentatge mòbil com a forma d'ajudar els docents a treballar de forma més efiicient i també d'estendre les oportunitats d'una educació per a tots. A més a més, la utilització dels dispositius no serveix només per a comunicar, sino per a emmagatzemar les dades, gravar vídeos i audios i fer créixer així la capacitat creativa i d'anàlis.
Els missates poden servir per transmetre informació sobre tasques educatives i es poden fomentar materials que siguin consultats, reutilitzats, modificats i compartits lliurerment i d'aquesta manera es contribueix al desenvolupament de les competències digitals de professorsi i alumnes. Amb l'aprenentatge mòbil es creen comunitats virtuals, on es fomenta la participació i el treball en línia. La clau es que els docents puguin guiar als alumnes en l'accés, l'anàlisi i evaluar críticament la informació.

## Tipus de plataformes
A més del canvi en les estratègies educatives, l'aprenentatge mòbil ha generat una adaptació dels sistemes de gestió de l'aprenentatge (SGA) per als dispositius mòbils. Alguns exemples en són els següents:
- Moodle disposa d'una App amb la qual l'usuari pot accedir directament a les seves activitats d'educació i capacitació des del seu dispositiu mobil, quan i on el necessiti, fins i tot sense connexió. L'App, està disponible a Google Play i App Store.
- Blackboard: permet l'accés a tots els productes de Blackboard mitjançant plataformes mòbils.
- Dokeos LMS: és compatible amb tots els navegadors i plataformes: escriptori, tauleta o telèfons intel·ligents .
- Picaa: és una aplicació per a iPad que permet dissenyar múltiples activitats i configurar el sistema en el propi dispositiu. És una plataforma de suport de l'aprenentatge mòbil per a alumnes amb necessitats educatives especials.

Les institucions educatives que utilitzen aquestes plataformes complementen les eines que els sistema de gestió de l'aprenentatge ofereixen amb diferents alternatives tecnològiques disponibles o de desenvolupament propi, amb la qual cosa ofereixen entorns virtuals d'aprenentage com a part del seu ecosistema tecnològic d'educació.

## Avantatges i inconvenients
L'ús d'aprenentatge mòbil en processos d'ensenyament i aprenentatge ofereix reptes per a desenvolupar nous enfocaments pedagògics centrats en el potencial dels dispositius mòbils, sia en contextos formals o informals. Des de la perspectiva de la metodologia didàctica, l'aprenentatge mòbil es cacateritza per l'acompliment dels següents punts:
- Ajuda els estudiants a millorar les seves capacitats per llegir, escriure i calcular, i a reconèixer les seves capacitats existents.
- Pot ser utilitzat per a incentivar experiències d'aprenentatge independents o grupals.
- Permet als docents que envien recordatoris als seus estudiants sobre terminis d'activitats o tasques als alumnes així com missatges de suport.
- Ajuda a combatre la resistència a l'ús de les TIC, atès que es compensa la bretxa digital amb l'alfabetització a través del telèfon mòbil i la realitzada a través de les TIC.
- Ajuda a eliminar part de la formalitat de l'experiència d'aprenentatge i involucra estudiants que estan familiaritzats des de la infantesa amb màquines de jocs, com PlayStation o GameBoy. Per tant, aquesta familiaritat amb la tecnologia manté els seus nivells d'interès.
- Ajuda a elevar l'autoestima i proporciona una sensació de confiança en la mesura que es brinda als docents i estudiants la responsabilitat de la cura de dispositius tecnològics propis del M-learning.
- Enriqueix, anima i dona varietat a les lliçons o cursos convencionals.
- Proporciona sovint activitats intercurriculars, aspecte clau per involucrar els docents a què introdueixin activitats el M-learning dins de l'aula.
- Es personalitza encara més la formació, i s'hi pot tenir accés en qualsevol lloc, quan es vulgui i amb les preferències de visualització concretes de cada usuari.
- S'augmenta el temps útil; en efecte, l'estudiant pot incrementar el temps de connexió als continguts i permet que les noves habilitats o els nous coneixements s'apliquin de seguida.
- S'aprofiten les aplicacions típicament dissenyades per a dispositius mòbils, com ara jocs i altres aplicacions de comunicació.
- Ofereix un aprenentatge centrat en l'entorn i context de l'estudiant i en fomenten l'aprenentatge autodirigit i diferenciat. També ajuda alss estudiants a identificar les àrees on necessiten ajuda i suport.
- Permet la publicació directa de continguts, observacions i reflexions.
- Facilita la creació de comunitats d'aprenentatge i de capturar fàcilment moments irrepetibles sobre els quals es pugui fer un debat i es pugui reflexionar.
- Millora la confiança d'aprenentatge i l'autoestima.

Tot i que l'aprenentatge mòbil presenta molts avantatges,també presenta alguns inconvenients respecte a la utilització de smartphones a l'aula. Algunes de les limitacions són les següents:
- Falta de desenvolupament de la competència digital en el cos docent.
- Ús irresponsable.
- Contradiccions en la legislació.
- Foment del consumisme.
- Promoció de la falta de disciplina a l'aula.
- Limitació en la imaginació i el deteriorament del funcionament cognitiu.
- Possibles conseqüències físiques i psicològiques: estrès visual, mal a les cervicals, insomni, sedentarisme, etc.
- Perill de donar més atenció al mòbil que a les persones (efecte denominat com a phubbing).
- Possible promoció d'un us inadequat de la llengua.
- Possible manca d'objectius pedagògics.

## Barreres i reptes
Malgrat els avantatges i les característiques pedagògiques que presenta l'aprenentatge mòbil, avui dia no està tan estès implantat com es podria esperar. Algunes de les barreres que n' impedeixen l'ús més ampli es descriuen al monogràfic M-learning en España, Portugal i América Latina, desenvolupat per l'Observatori de la Formació en Xarxa de la Universitat de Salamanca. Com a punts febles d'aquest àmbit educatiu se'n destaquen els següents:
- L'àmplia diversitat de dispositius mòbils, que dificulta la creació de continguts.
- L'escassa adaptació tecnològica i pedagògica dels continguts creats.
- L'absència d'estàndards que permetin la migració de continguts a diferents plataformes.
- La resistència al canvi i la bretxa digital, entesa no solament com les competències en l'ús de la tecnologia sinó també com l'accés

a la tecnologia.
- El procés d'avaluació, que s'ha d'adaptar a un aprenentatge menys formal.
- Les amenaces a què estan sotmesos els dispositius mòbils.

A més hi ha diferents reptes a l'hora d'introduir l'aprenentatge mòbil a les aules. Alguns d'aquests són per exemple planificar el desplegament correctament, comprovar la connectivitat, definir l*espai de treball virtual (per exemple crear una carpeta compartida al núvol), vigilar la seguretat a la xarxa, tenir un sistema de suport i manteniment tècnic, involucrar als pares en la implementació de dispositius mòbils, formar als estudiants i professors sobre el seu ús i definir els objectius d'aprenentatge.
Altres reptes segons la UNESCO:
- Crear aliances multsectorials fortes.
- Vincular l'analítica de l'aprenentatge mòbil a la teoria d'aprenentatge.
- Formar als docents en el disseny d'aprenentatge mòbil.
- Promoure l'aprenentatge mòbil en tots el punts del planeta.

Altres debilitats d'aquesta metodologia son:
- Connexió a Internet.
- Aplicacions rígides.
- Limitacions dels recursos d'emmagatzematge.
- Duració reduïda de la bateria.

I algunes amenaces:
- Restriccions legals.
- Sexting.
- Ciberbullying.
- Nomofòbia.
- Interrupcions durant la classe.

## Indicadors de qualitat
Amb la finalitat d'obtenir una certesa acompanyada d'uns resultats, és necessari implementar la corresponent avaluació. Si aquest procés es basa en les Tecnologies de la Informació i Comunicació (TIC) resulta necessari avaluar les experiències que es viuen en el seu desenvolupament. Els indicadors de qualitat per avaluar les pràctiques educatives amb TIC com és l'exemple del m-learning permet posar el focus en certs paràmetres a considerar. Com a variables proposades es presenten les següents:
1. Dispositius mòbils: fan referència als aspectes relatius de l'ús dels dispositius mòbils.
1. Els estudiants disposen de dispositiu mòbil.
2. Els estudiants utilitzen únicament els dispositius mòbils per a la seva utilitat acadèmica.
3. Els docents planifiquen recursos a utilitzar mitjançant els dispositius mòbils i estableixen pautes per al seu ús.
4. Els docents saben manejar adequadament els dispositius mòbils.

2. Competències digitals: es relaciona amb el conjunt d'habilitats per a conèixer la informació disponible a la Xarxa, comunicar-se, crear contingut digital i resoldre de manera eficaç els problemes.
1. Els estudiants saben discriminar adequadament la informació rellevant disponible a la xarxa.
2. Els estudiants són capaços de comunicar i compartir la informació socialment a través dels dispositius mòbils.

3.Coneixements: la creació de nous coneixements per part de l'estudiant és realitzada de manera comprensiva i a partir de la informació ja existent.
1. Els estudiants són capaços de generar nou coneixement.
2. S'estableix una retroalimentació entre el professorat i l'alumnat sobre les diferents tasques.

4. Autorregulació: l'alumnat forma part activa del seu aprenentatge a través de les reflexions.
1. Les activitats afavoreixen a l'autoregulació del aprenentatge.
2. Els estudiants consideren que el "mòbils Learning" els ajuda a autoregular el seu aprenentatge.

5. Treball coopeeratiu: es refereix al procés pel qual es treballa conjuntament i autònoma entre els membres del grup.
Cal indicar que els anteriors paràmetres han d'estar presents dins tota activitat docent de m-learning.

## Legislació
No hi ha una legislació universal sobre l'ús del telèfon mòbil com a eina d'aprenentatge, cada país o regió té la seva normativa. A fi de facilitar l'aprenentatge mitjançant l'ús del les tecnologies mòbil d'una forma innovadora, la UNESCO recomana revisar les polítiques ja existents, i aplicar les següents mesures.
- Examinar.
- No prohibir.
- Oferir.

Altres directrius proposades,per la mateixa UNESCO, per enriquir i millorar els processos educatius són:
- Capacitació dels docents per tal que impulsin l'aprenentatge mitjançant tecnologies mòbils.
- Recolzar i capacitar docents mitjançant tecnologies mòbils.
- Crear continguts pedagògics utilitzables en dispositius mòbils i optimitzar els ja existents.
- Velar per la igualtat de gènere dels educands.
- Ampliar i millorar les opcions de connectivitat garantint la equitat
- Elaborar estratègies per a proporcionar accés en igualtat per a tots i totes.
- Promoure l'ús responsable i saludable de les tecnologies mòbils.
- Utilitzar la tecnologia mòbil per a millorar la gestió de la comunicació i l'educació.
- Augmentar la consciència sobre l'aprenentatge mòbil mitjançant activitats de promoció, el lideratge i el diàleg.

Totes aquestes directrius han de ser adaptades a les realitats i necessitats de cada context.